# 光义街赵家大院
光义街赵家大院，位于中国云南省丽江市古城区大研街道光义街光碧58号，由商人赵紫恒建于民国十四年（1925年），包括并列的里外两院，均附设花园。1996年丽江地震中，房屋未受到大的破坏。
2011年3月9日，光义街赵家大院公布为第三批县级文物保护单位。